# Елецкий сельсовет (Липецкая область)
Елецкий сельсовет — сельское поселение в Елецком районе Липецкой области Российской Федерации.
Административный центр — посёлок Елецкий.

## История
Статус и границы сельского поселения установлены Законом Липецкой области от 23 сентября 2004 года № 126-ОЗ «Об установлении границ муниципальных образований Липецкой области»

## Население
| 2010  | 2012  | 2013  | 2014  | 2015  | 2016  | 2017  |
| ----- | ----- | ----- | ----- | ----- | ----- | ----- |
| 1254  | ↘1230 | ↘1209 | ↘1198 | ↘1165 | ↘1143 | ↘1141 |
| 2018  | 2021  |       |       |       |       |       |
| ↗1150 | ↗1155 |       |       |       |       |       |

## Состав сельского поселения
| № | Населённый пункт | Тип населённого пункта          | Население |
| - | ---------------- | ------------------------------- | --------- |
| 1 | Аргамач-Пальна   | село                            | 155       |
| 2 | Елецкий          | посёлок, административный центр | ↗771      |
| 3 | Касимовка        | деревня                         | 28        |
| 4 | Ламская          | деревня                         | 34        |
| 5 | Михайловка       | деревня                         | 3         |
| 6 | Трубицино        | деревня                         | ↘263      |